# Ladislav Kalmár
Ladislav Kalmár (* 19. září 1956) je bývalý slovenský fotbalista, záložník.

## Fotbalová kariéra
V československé lize hrál za Inter Bratislava, Spartu Praha, Baník Ostrava a DAC Dunajská Streda a odehrál celkem 75 zápasů, vstřelil 20 gól. V Poháru UEFA nastoupil ve 4 utkáních.

## Ligová bilance
| Ročník                                      | Zápasy | Góly | Klub                |
| ------------------------------------------- | ------ | ---- | ------------------- |
| 1. československá fotbalová liga 1975/76    | 2      | 0    | Inter Bratislava    |
| 1. československá fotbalová liga 1977/78    | 5      | 0    | Inter Bratislava    |
| 1. československá fotbalová liga 1977/78    | 13     | 0    | Sparta Praha        |
| Česká národní fotbalová liga 1981/82        | 29     | 9    | ŽD Bohumín          |
| 1. československá fotbalová liga 1982/83    | 17     | 1    | Baník Ostrava       |
| 1. československá fotbalová liga 1983/84    | 22     | 0    | Baník Ostrava       |
| 1. slovenská národní fotbalová liga 1984/85 | 26     | 10   | DAC Dunajská Streda |
| 1. československá fotbalová liga 1985/86    | 16     | 0    | DAC Dunajská Streda |
| CELKEM                                      | 75     | 20   |                     |

## Trenérská kariéra
Po skončení aktivní kariéry působil v Dunajské Strede jako asistent, jako hlavní trenér vedl Gabčíkovo.